# Oxystigma petiolatum
Oxystigma petiolatum – gatunek ważki z rodziny Heteragrionidae. Występuje w północnej części Ameryki Południowej i jest szeroko rozprzestrzeniony. Stwierdzany w Wenezueli, regionie Gujana i północnej Brazylii; izolowane stanowiska w prowincji Sucumbíos w północno-wschodnim Ekwadorze oraz w stanie Rondônia w zachodniej Brazylii. W 2014 roku Rosser W. Garrison po przebadaniu około stu osobników uznał takson Oxystigma williamsoni, opisany w 1976 roku przez Geijskesa, za młodszy synonim Oxystigma petiolatum i tak też jest on klasyfikowany na World Odonata List; IUCN nadal traktuje go jako osobny gatunek (stan w 2022).